# 熱田神宮西車站
熱田神宮西車站（日语：／ Atsuta-jingū nishi eki */?）是位於日本愛知縣名古屋市熱田區神宮一丁目，為名古屋市營地下鐵名城線的車站之一。車站編號為M27。
此站舊名「神宮西」，為使觀光客、參拜者容易找到距離熱田神宮最近的車站以方便前往，2023年1月4日起更名為「熱田神宮西」

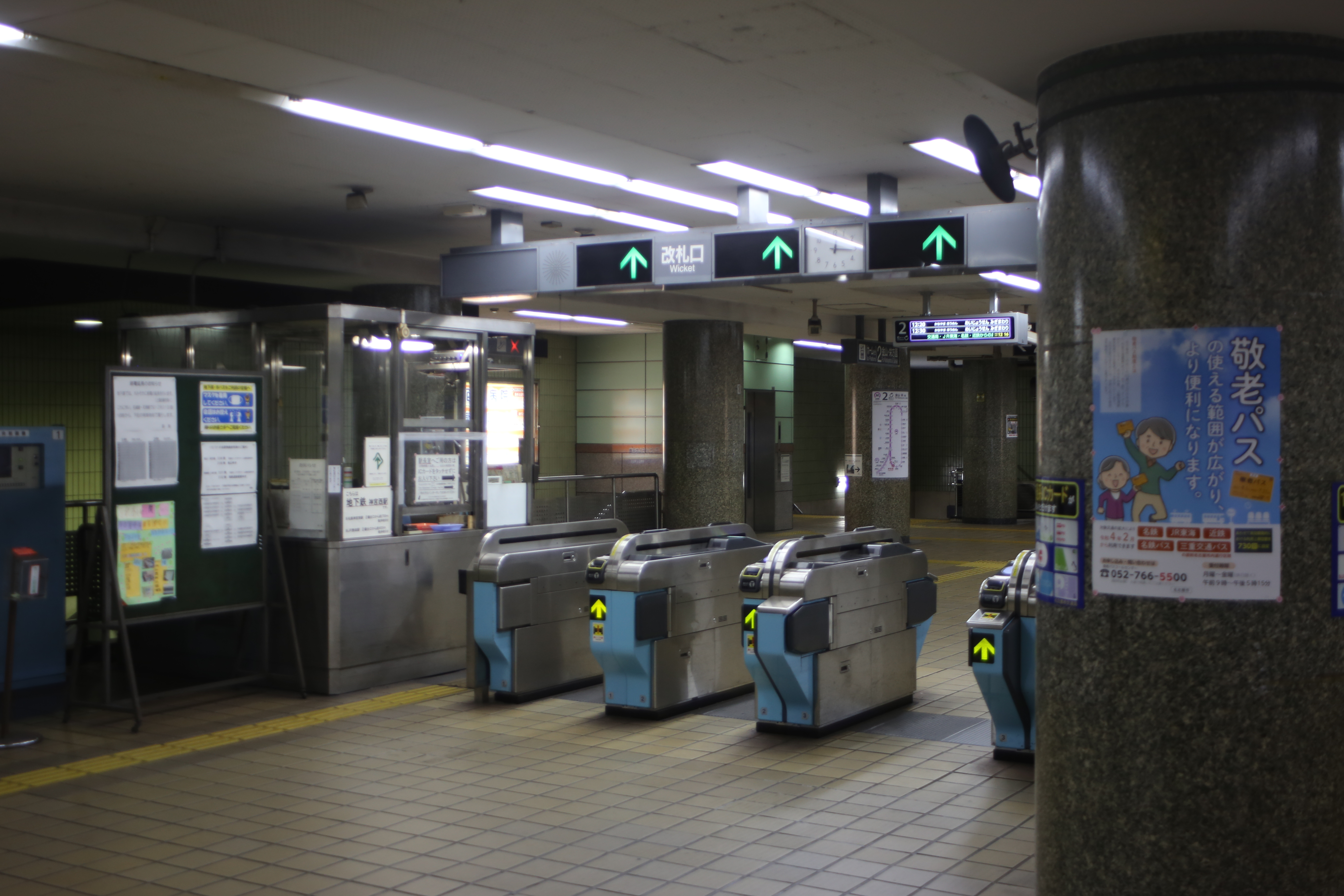
檢票口（2021年12月）

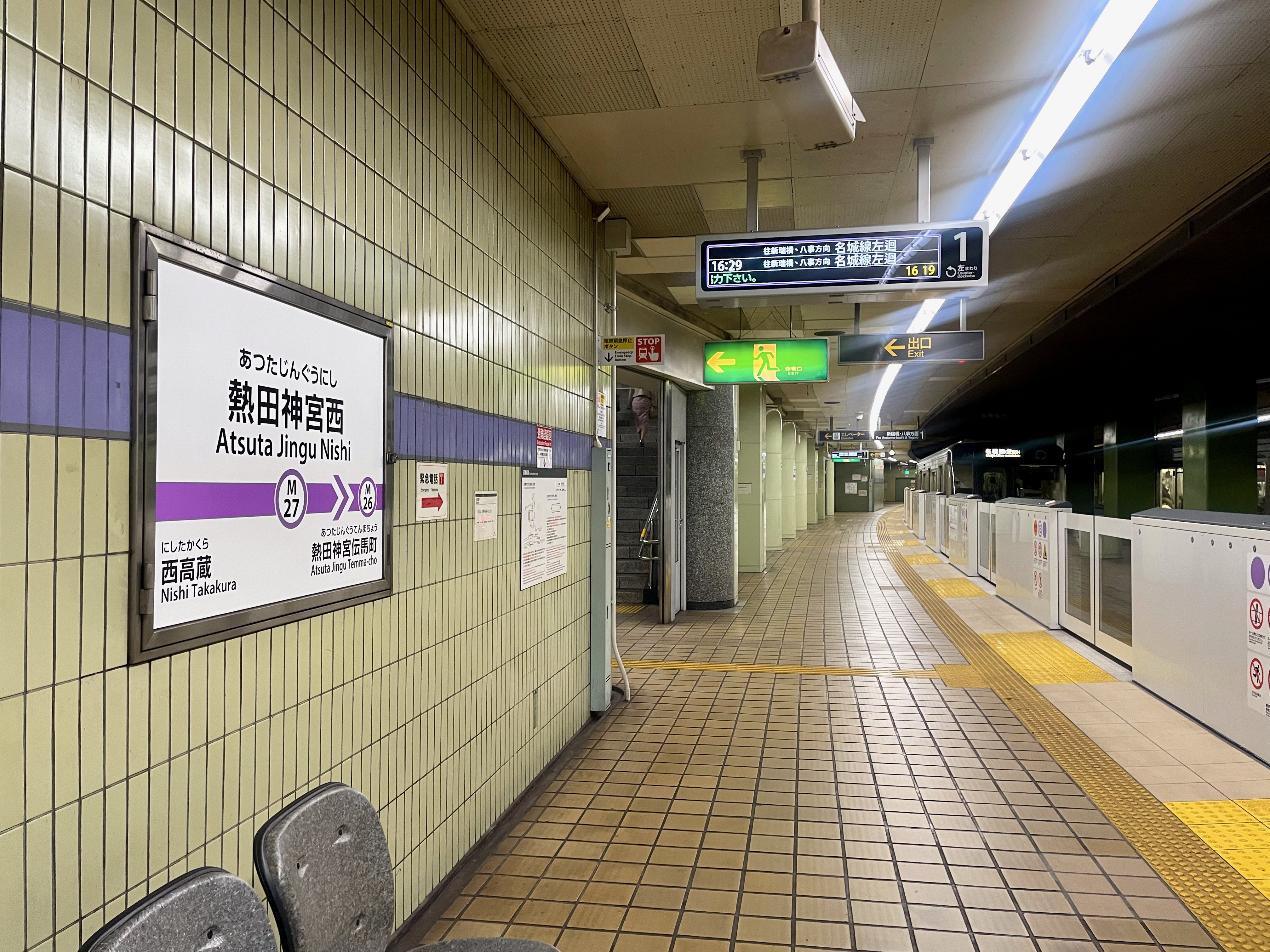
月台（2023年3月）

## 車站結構
本站為2面2線側式月台之地下車站。因鄰近名鐵及JR車站，所以乘客人數並不多。但為了因應在元旦時，前往熱田神宮新年參拜之大批遊客，本站有設置臨時剪票口以供進出站。
距離熱田神宮最近的二號出口，寬度是其他出口的兩倍。

### 月台配置
| 月台 | 路線   | 方向 | 目的地           |
| ---- | ------ | ---- | ---------------- |
| 1    | 名城線 | 左環 | 新瑞橋、八事方向 |
| 2    | 名城線 | 右環 | 金山、榮方向     |

## 相鄰車站
名古屋市營地下鐵
 名城線
熱田神宮傳馬町（M26）－熱田神宮西（M27）－西高藏（M28）

## 外部連結
- 熱田神宮神宮西 - 名古屋市交通局